# Дрекслер, Чарлз Фрэнк
Чарлз Фрэнк Дре́кслер (англ. Charles Frank Drechsler, 1892—1986) — американский фитопатолог, длительное время работавший в Министерстве сельского хозяйства США.

## Биография
Родился 1 мая 1892 года на ферме в окрестностях городка Баттернат на севере Висконсина в семье иммигрантов из Германии Луиса Дрекслера и Берты Альвины Шульц, в детстве сначала выучил немецкий язык, затем, в школе, — английский. Учился в Висконсинском университете, в 1913 году окончил его со степенью бакалавра. В 1914 году под руководством профессора Льюиса Рэлфа Джонса защитил диссертацию магистра, посвящённую чёрной гнили крестоцветных.
После получения степени магистра Дрекслер начал подготовку диссертации доктора философии под руководством Роланда Тэкстера в Гарвардском университете. В 1917 году он защитил эту работу, в которой рассматривал морфологию рода Актиномицес. С 1917 года Дрекслер работал в Министерстве сельского в должности ассистента в Бюро фитоиндустрии, почв и сельскохозяйственной инженерии. С 1920 года — в должности ассистента-патолога, с 1929 года — патолога. В 1953 году он стал главным микологом в подразделении изучения сельскохозяйственных культур Службы сельскохозяйственных исследований.
В 1966 году Чарлз Дрекслер был избран членом Американского фитопатологического общества. В 1984 году он был назван Выдающимся микологом обществом Америки. Также он был членом Ботанического общества Америки, был его секретарём в 1940 году, а также Ботанического клуба Торри.
С 1930 года Чарлз был женат на Мэри Флоренс Моршлер, работавшей в Министерстве сельского хозяйства ботаником.
Скончался 5 февраля 1986 года.

## Некоторые научные работы
- Drechsler, C. F. Morphology of the genus Actinomyces (англ.) // Botanical Gazette : journal. — 1919. — Vol. 67, no. 1. — P. 147—168.

## Роды, названные в честь Ч. Дрекслера
- Drechslera S.Ito, 1930, nom. cons.
- Drechslerella Subram., 1963
- Drechsleromyces Subram., 1978